# Iwan Grigorjewitsch Bubnow

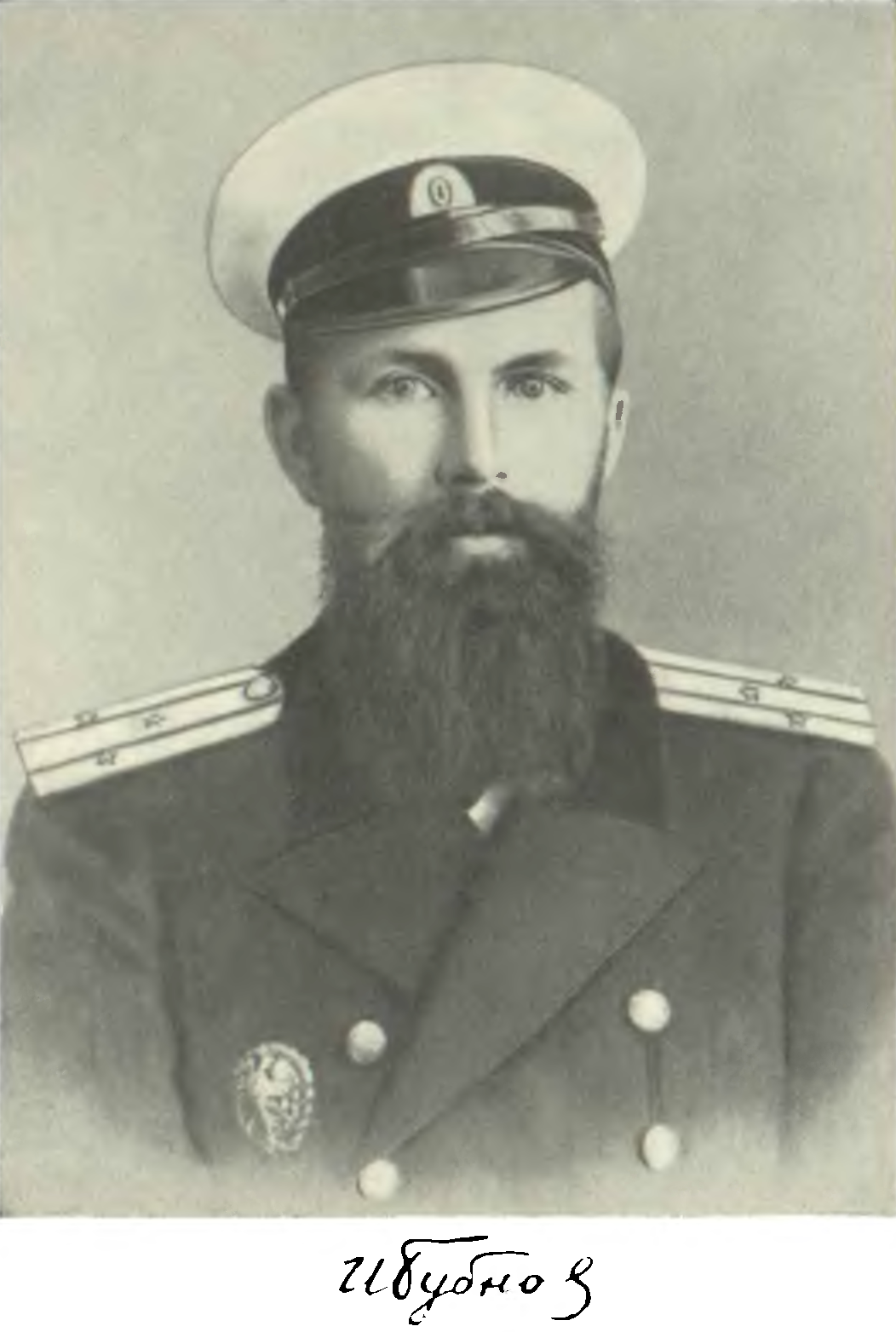
Iwan Bubnow als Oberstleutnant

Iwan Grigorjewitsch Bubnow (russisch Иван Григорьевич Бубнов, englische Transkription Ivan Grigoryevich Bubnov; * 18. Januar 1872 in Nischni Nowgorod; † 13. März 1919 in Petrograd) war ein Marineingenieur und Konstrukteur von U-Booten der Kaiserlich Russischen Marine, zuletzt im Range eines Generalmajors im Marineingenieurkorps.

## Laufbahn
Bubnow wurde 1887 bis 1891 an der Marineingenieursschule (Морское инженерное училище Morskoje inschenernoje utschilischtsche) in Kronstadt und danach 1891 bis 1896 an der Nikolajew-Marineakademie (Николаевская морская академия Nikolajewskaja morskaja akademija) mit Fachrichtung Schiffbau in Sankt Petersburg ausgebildet. Danach arbeitete er auf der Admiralitätswerft in Sankt Petersburg, wo er unter anderem am Bau des Linienschiffs Poltawa beteiligt war.

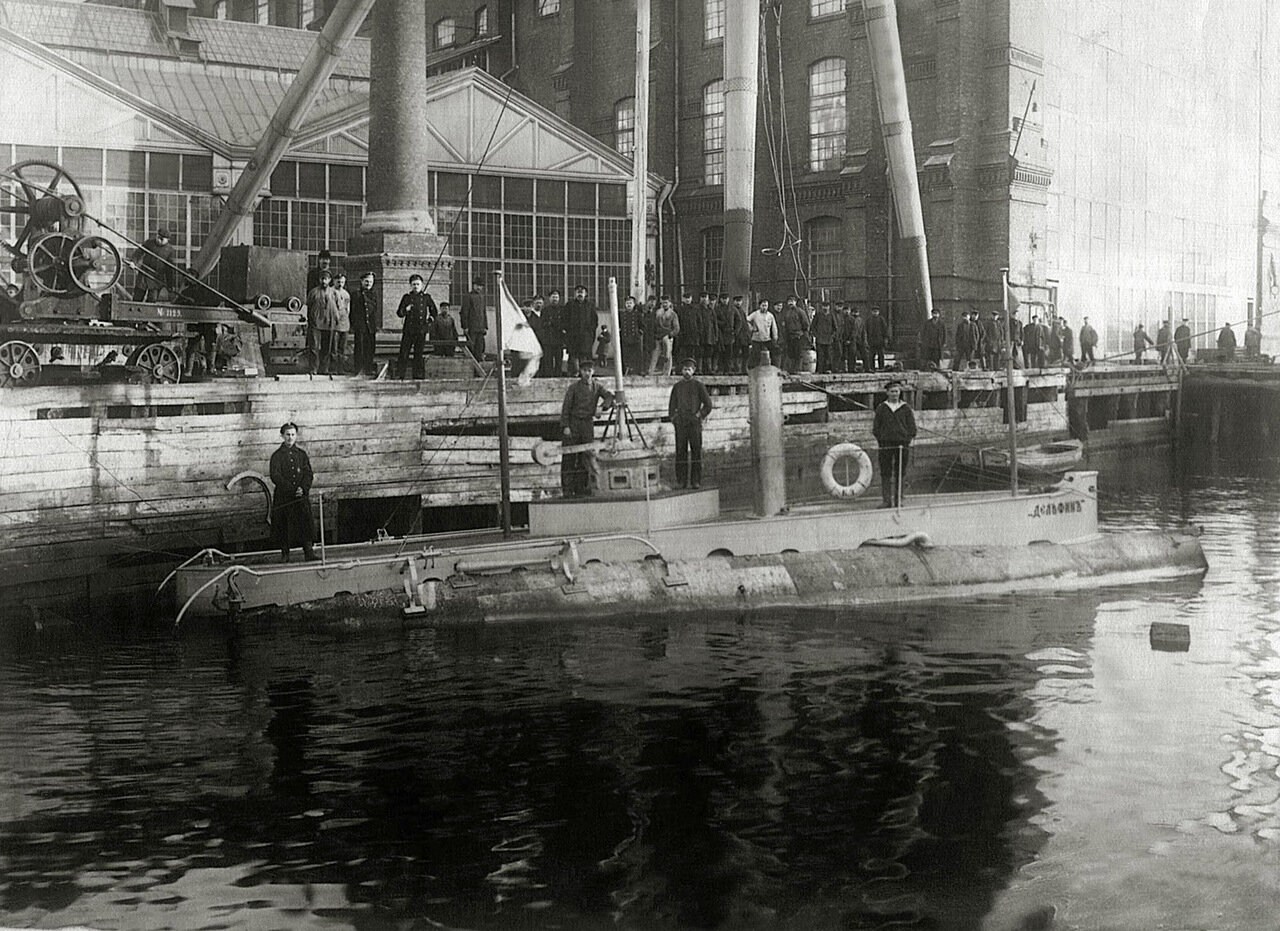
Die Delfin

Im Jahre 1900 wurde er Chefassistent von Alexei Nikolajewitsch Krylow beim 1894 eingeweihten Schlepptank der Admiralität, und am 4. Januar 1901 ernannte ihn das Marineministerium zum Leiter einer dreiköpfigen Kommission, die den Auftrag hatte, das erste russische Marine-U-Boot mit Verbrennungsmotor zu entwerfen. Er und seine beiden Kollegen wurden an die Baltische Werft in Sankt Petersburg versetzt, wo der Bau stattfinden sollte. Am 3. Mai 1901 reichte die Kommission ihren Plan beim Marineministerium ein. Der Vorschlag wurde im Juli akzeptiert und die Baltische Werft erhielt Order, das sogenannte Torpedoboot Nr. 113, das später auf den Namen Дельфин (Delfin) getauft wurde, unter Bubnows Leitung zu bauen. Das Boot lief 1902 vom Stapel und wurde 1903, nach Abschluss der Probefahrten, als erstes U-Boot der russischen Marine in Dienst gestellt. Der Erfolg bewog die Marine zum Bau weiterer Boote, und Bubnow wurde Leiter der zu diesem Zweck gebildeten U-Boot-Bau-Kommission bestellt. Nach seinen Entwürfen wurden insgesamt 32 U-Boote der Typen Delfin, Kasatka (Касатка „Schwertwal“, 6 Boote, ab 1904), Akula (Акула „Hai“, 1 Boot, 1907), Minoga (Минога „Neunauge“, 1 Boot, 1908), Morsch (Морж „Walross“, 3 Boote, ab 1911) und die darauf aufbauende Bars (Барс „Schneeleopard“, 20 Boote, ab 1913) gebaut.

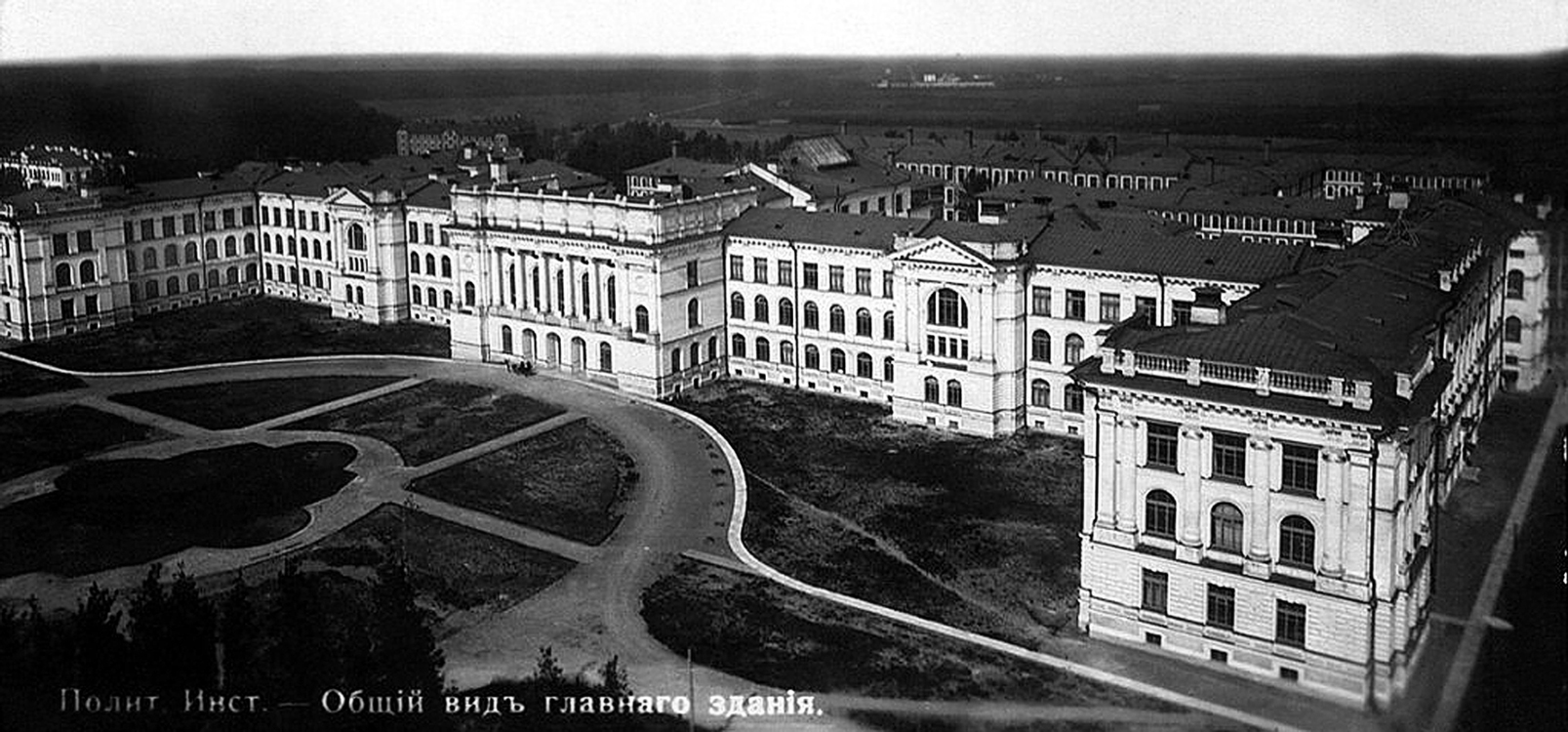
Das Polytechnische Institut Sankt Petersburg im Jahre 1902

Ab 1904 war Bubnow gleichzeitig Dozent am 1902 eröffneten Polytechnischen Institut (Политехнический Институт императора Петра Великого Politechnitscheski Institut imperatora Pjotra Welikowo) in Sankt Petersburg, wo er 1909 Professor wurde und bis 1913 lehrte. 1907 erhielt er ein Offizierspatent in der Marine. Ab 1908 und bis 1914 war er, als Nachfolger von A. N. Krylow, Leiter des Komitees für Schiffsingenieurswesen und des Testtanks der Admiralität, wobei er unter anderem auch maßgeblich an der Bauplanung der Gangut-Klasse beteiligt war, den ersten für die russische Marine gebauten Dreadnoughts. Ab 1910 war er gleichzeitig auch Honorarprofessor an der Marineakademie.
Nach den schweren Verlusten im Russisch-Japanischen Krieg 1904/05 war der Wiederaufbau einer kampfkräftigen Flotte eine Priorität der zaristischen Regierung. Sie appellierte an private Spender, die nationalen Bemühungen zu unterstützen, und innerhalb von fünf Jahren wurden 17 Millionen Rubel für die Marineaufrüstung gespendet. Dies ermöglichte ihm und den beiden Ingenieuren A. N. Krylow und Nikolai Nikolajewitsch Kuteïnikov intensive Forschung auf dem Gebiet der Materialwissenschaft und Werkstofftechnik im Schiffbau. Seine Arbeiten zur Werkstofftechnik im Schiffbau finden noch heute Anerkennung. Im Sammelband des St. Petersburger Instituts für Verkehrswegebau erschien 1913 erstmals eine Beschreibung der Galerkin-Methode, manchmal auch insbesondere in Russland Bubnow-Galerkin-Methode genannt und von Bubnow schon 1911 entwickelt. Schon 1902 hatte er mit einer Arbeit zur Belastung des Schiffsrumpfs unter Wasserdruck (Напряжения в обшивке судов от давления воды) auf sich aufmerksam gemacht. 1912 und 1914 erschien sein zweibändiges Werk Schiffsbaumechanik.
1912 wurde Bubnow zum Generalmajor im Marineingenieurkorps befördert. Von 1912 bis 1917 war er Berater bei der Baltischen Werft in Sankt Petersburg, wo er als Mitglied einer Expertenkommission an der Entwicklung eines Bauprogramms von Kanonenbooten und Tankschiffen für die Flussflotte beteiligt war, und ab September 1912 auch bei Noblessner in Reval, die gerade den Zuschlag zum Bau von acht neuen U-Booten erhalten hatte, ohne dass schon eine Werft bestand; diese wurde erst am Frühjahr 1914 errichtet.

## Verhaftung und Tod
Im Jahre 1916 erhielt Bubnow die Genehmigung für seinen Plan, 24 weitere U-Boote zu bauen, aber die Oktoberrevolution beendete seine Karriere. Im Januar 1918 wurde auf Lenins Befehl der Bau von Kriegsschiffen eingestellt. Bubnow wurde verhaftet und mehrere Monate in einem Arbeitslager in der Nähe von Nowgorod interniert. Er verdankte seine Freilassung einer Kette von Zufällen, starb jedoch wenige Monate später in Petrograd an Typhus. Er wurde dort auf dem Smolensker Friedhof bestattet.

## Ehrungen

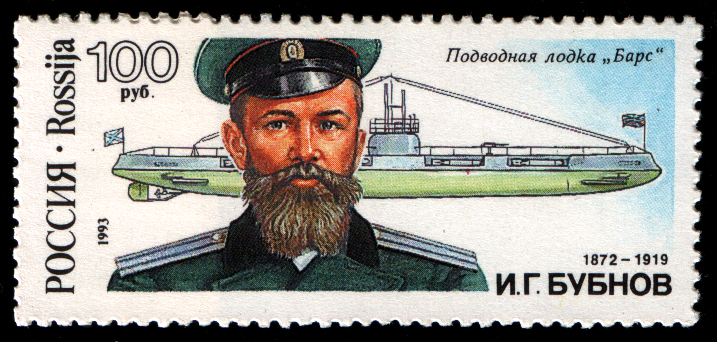
Bubnow und das U-Boot Барс; russische Briefmarke, 1993

Bubnow wurde mit dem Orden des Heiligen Wladimir, 4. und 3. Klasse (Ritter und Komtur), und dem
Orden der heiligen Anna, 2. Klasse, ausgezeichnet.
1993 wurde er mit einer Briefmarke der Russischen Post geehrt.